# Роза Люксембург
Ро́за Люксембу́рг (пол. Róża Luksemburg, нім. Rosa Luxemburg; 5 березня 1871, Замостя, Люблінська губернія, Російська імперія — 15 січня 1919, Берлін) — польська та німецька революціонерка, феміністка, теоретик марксизму, комунізму, економістка та публіцистка єврейського походження. Діячка робітничого руху, одна із засновниць Соціал-демократичної партії Королівства Польського і Литви, а також Компартії Німеччини.

## Життєпис
Народилася 5 березня 1871 року (за іншою версією — 25 грудня 1870 року) в Польщі, в місті Замостя, на схід від Любліна. Була п'ятою дитиною в єврейській родині. Батько був комерсантом. У сім'ї розмовляли польською та німецькою мовами. Батьки не належали до жодної релігійної громади чи політичної партії, але співчували польському національному руху та сприяли польській культурі.
У 1873 році сім'я переїхала до Варшави, щоб зміцнити ділові зв'язки й забезпечити ліпші освітні можливості для своїх дітей. У п'ятирічному віці хвороба стегна прикувала Розу до ліжка, і, як наслідок, вона накульгувала протягом усього життя. З 1884 року вчилася в Другій жіночій гімназії у Варшаві, куди лише у виняткових випадках приймали єврейських дівчат, і в якій дозволялося говорити тільки російською мовою. У 1886 році долучилася до таємного самоосвітнього гуртка в гімназії, де дізналася про польське революційне підпілля й познайомилася з працями Карла Маркса. У гімназії проявила себе як дуже здібна учениця, але не отримала золотої медалі через «опозиційне ставлення до влади».
1889 року, ховаючись від переслідувань поліції за участь у польській революційній організації «Пролетаріат», емігрувала до Швейцарії, де продовжила освіту. Тут Роза зустріла соціаліста Лео Йогіхеса, якого сучасники характеризували як холодну й високу, молоду людину, і порівнювали з одним із героїв «Бісів» Достоєвського. Вивчала в Цюрихському університеті політичну економію, юриспруденцію, філософію і вела соціалістичну пропаганду серед студентів, брала участь у роботі гуртка польських політичних емігрантів, таким чином поклавши початок революційній соціал-демократії Польщі.
1893 року Роза разом із лівими політичними діячами Яном Тишкою, Юліаном Мархлевським, Адольфом Варським тощо брала участь у заснуванні Соціал-демократичної партії Королівства Польського і Литви (СДКПіЛ) та очолила її друкований орган «Робітнича справа». У цей же період вона вела запеклу боротьбу з Польською соціалістичною партією (ППС), хоча Плеханов і Енгельс ставилися до цієї боротьби зовсім не схвально.

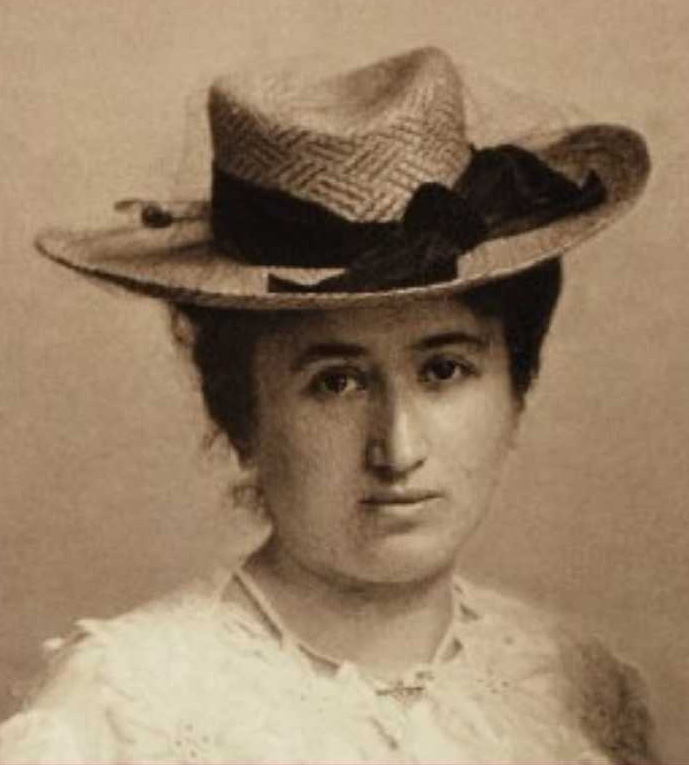
Роза Люксембург, 1895 рік

1897 року Роза захистила докторську дисертацію «Промисловий розвиток Польщі», потім переїхала до Німеччини. Для того, щоб отримати німецьке громадянство, їй довелося оформити фіктивний шлюб із німецьким підданцем. Після цього заміж більше не виходила та не мала дітей. Незабаром вона стала помітною фігурою вкрай лівого крила Німецької соціал-демократичної партії. Роза проявила себе як талановитий журналіст і оратор, часто й довго сиділа в польських та німецьких тюрмах. Вона спілкувалася з Плехановим, Бебелем, Леніним, Жоресом, вела з ними полеміку.
За дорученням партії Роза Люксембург працювала серед польських шахтарів Силезії, одночасно теоретично і політично борючись проти «опортунізму» всередині німецької та міжнародної соціал-демократії. Потім вона очолила політичну кампанію проти міністеріалізму — політики участи соціал-демократичних партій 2-го Інтернаціоналу в урядах своїх країн, чим завоювала неприязнь верхів і посадовців своєї партії. Після початку в Російській імперії, до якої тоді належала Польща, революції 1905 року Люксембург таємно їде до Варшави та бере діяльну участь у революційних подіях. Царська охранка (таємна поліція імперії) нарешті ловить її, і Роза проводить довгі місяці у в'язниці під загрозою розстрілу або каторги. Її німецькі друзі виручили її з в'язниці та 1907 року Люксембург назавжди переселяється до Німеччини.
Перебуваючи влітку 1906 року у Великому князівстві Фінляндському, написала брошуру «Масовий страйк, партія і профспілки» (1906), в якій узагальнювано досвід російської революції. Брошура дістала високу оцінку В. І. Леніна.
На Штутгартському конгресі 2-го Інтернаціоналу (1907) Люксембург спільно з В. І. Леніном внесла поправки в резолюцію Августа Бебеля з питання про ставлення до імперіалістичної війни та мілітаризму. У поправках, зокрема, вказувалося на необхідність використання, у випадку виникнення війни, породжені нею кризи з метою повалення панування буржуазії.

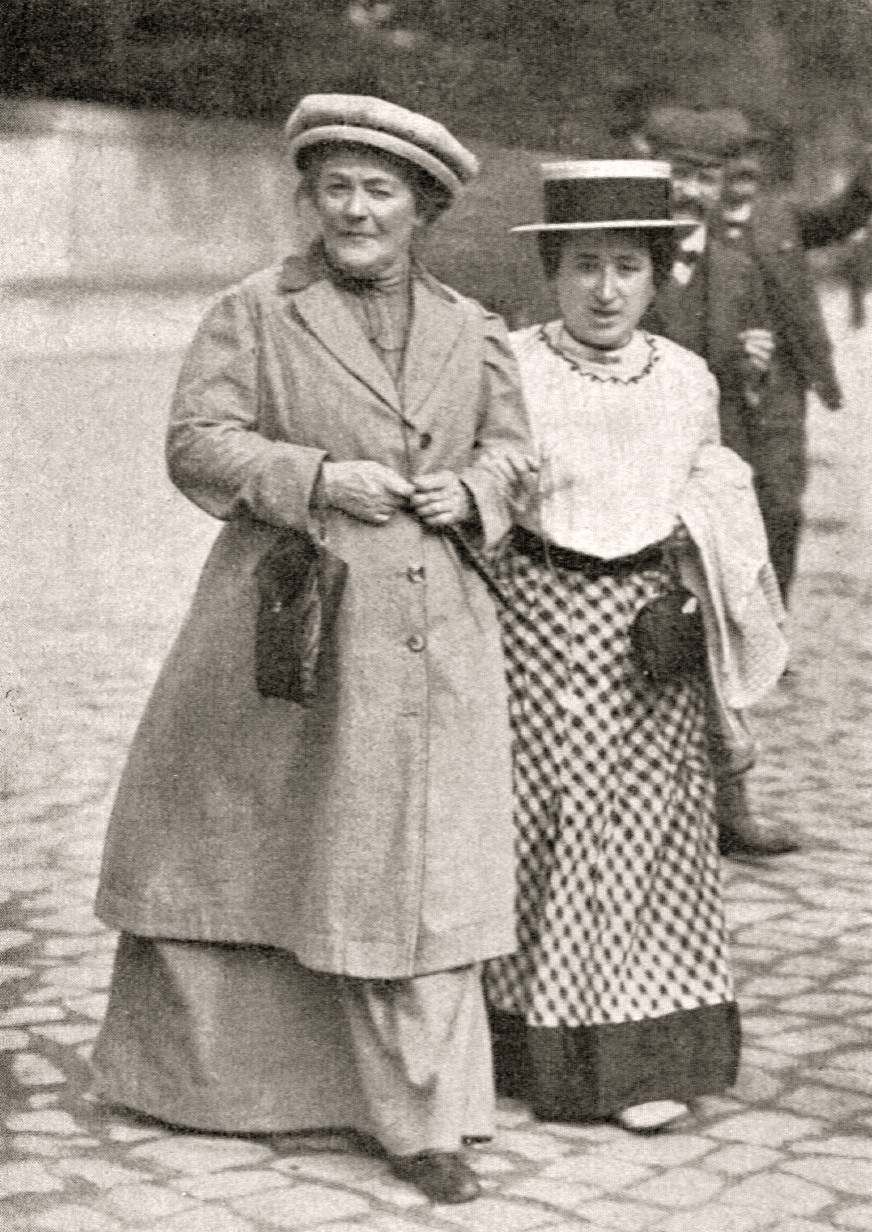
Клара Цеткін і Роза Люксембург, 1910 рік

У роки між російською революцією й Першою світовою війною Люксембург почала приділяти величезну увагу зростанню імперіалізму. Протягом кількох років вона вела курси економіки в партійній школі німецької соціал-демократичної партії. Її велика робота «Накопичення капіталу» (1913 року) досліджує тему, над якою Карл Маркс працював протягом понад двадцяти років.
У роки перед війною Люксембург остаточно рве не тільки з офіційним центром партії, але й з Каутським. Протягом низки років вона очолює ліворадикальну опозицію в партії. Ще напередодні війни, 1913 року, за виступи проти мілітаризму Люксембург була засуджена до року в'язниці. Ввечері 4 серпня 1914 року після того, як фракція СДПН у рейхстазі проголосувала за надання військових кредитів і таким чином підтримала початок війни, вона створює в партії опозиційну групу «Інтернаціонал». На чолі з Люксембург та Лібкнехтом група виступала за міжнародну солідарність робітників проти війни, і поступово переростає в «Союз Спартака». В 1917 році «Союз Спартака» ввійшов до Незалежної соціал-демократичної партії Німеччини, що утворилася з антивоєнних членів СДПН.
18 лютого 1915 після виступу на мітингу у Франкфурті-на-Майні Роза Люксембург була заарештована і поміщена у в'язницю. Через рік вона вийшла на свободу, але вже через три місяці, в 1916 році, знову була взята під арешт — на цей раз засуджена до двох з половиною років в'язниці. Однак, навіть перебуваючи у в'язниці, Роза не припинила агітаційної та пропагандистської роботи, посилаючи конспіративно брошури, листівки та відозви проти війни. Так, під псевдонімом «Юніус» вона написала брошуру «Криза соціал-демократії», в якій теоретично передбачила повне розкладання II Інтернаціоналу і створення III Інтернаціоналу. Під назвою «Памфлет Юніуса» брошура стала одним із найвідоміших на той час творів Люксембург.
Восени 1918 року в Німецькій імперії вибухнула Листопадова революція, 9 листопада 1918 кайзер Вільгельм II під тиском начальника генштабу Вільгельма Ґренера був змушений зректися престолу та втекти з країни, до влади прийшли представники соціал-демократичної партії Німеччини. 8 листопада 1918 Роза Люксембург була звільнена з в'язниці в Бреслау. Спільно з Карлом Лібкнехтом вона реорганізувала «Союз Спартака» і заснувала газету Die Rote Fahne (укр. Червоний стяг), у якій вимагала амністії всіх політичних в'язнів і скасування смертної кари.

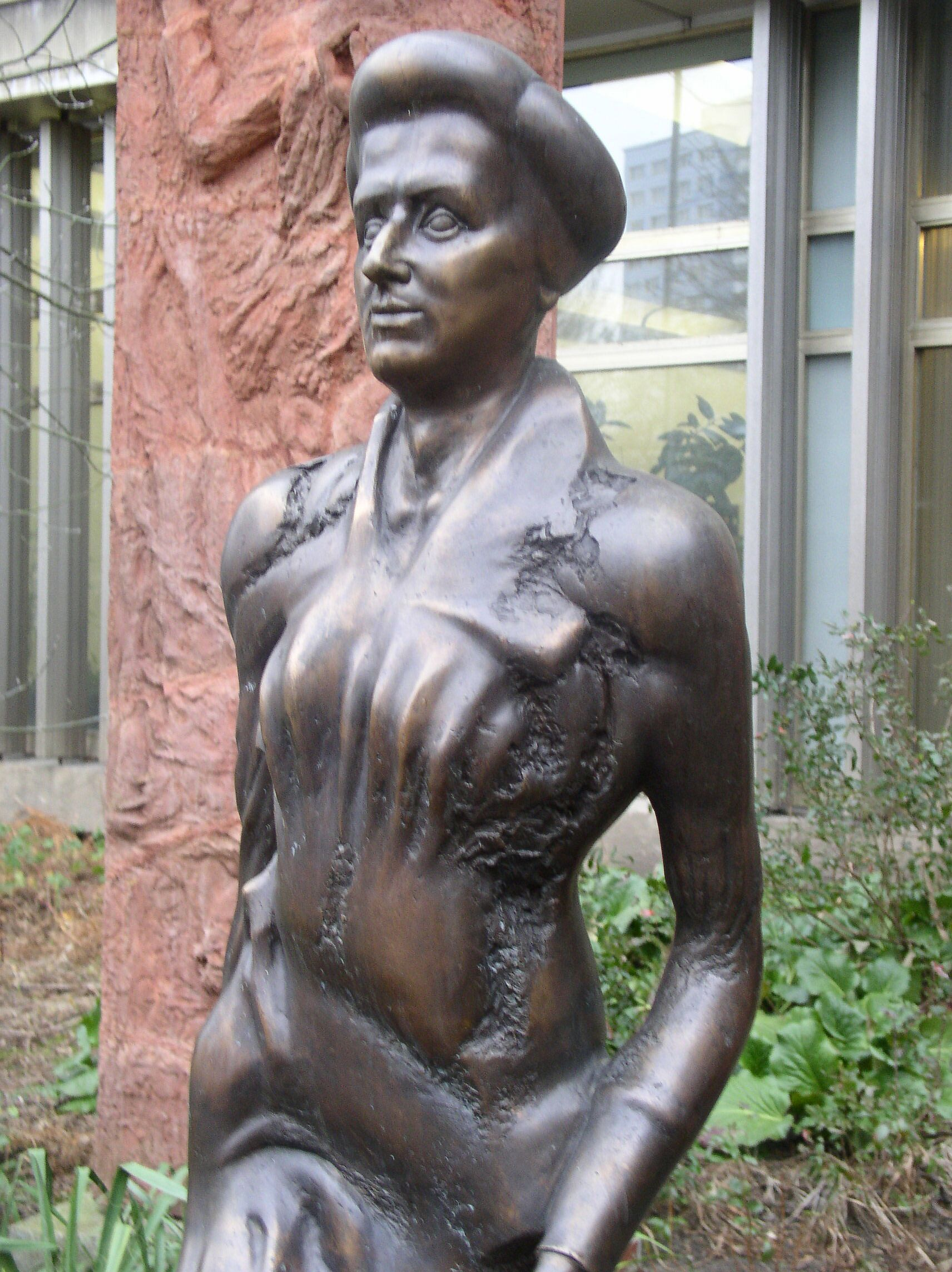
Пам'ятник Розі Люксембург у Берліні

Комуністи на чолі з Розою Люксембург і Карлом Лібкнехтом вимагали розгортання революції, роззброєння військ, передачі ключових галузей промисловості народу та проголошення в Німеччині влади рад. Однак 19 грудня 1918 року Перший Загальний з'їзд робітничих і солдатських Рад проголосував 344 голоси проти 98 проти створення радянської системи як бази для нової конституції. З'їзд підтримав урядове рішення якомога швидше провести вибори до Установчих зборів.
29 грудня 1918 — 1 січня 1919 року Роза Люксембург взяла участь у заснуванні німецької компартії та виступила з доповіддю «Масовий страйк і німецька соціал-демократія» на її установчому з'їзді. Вона різко критикувала більшовиків за встановлення в Росії однопартійної диктатури, нехтування демократичних свобод та придушення опозиційних партій. Активно продовжувала виступати проти міністеріалізму і компромісів з правими та центристськими партіями, які звала «опортуністичними». Люксембург була теоретиком нової партії. В міжнародному розділі партійної програми вона писала: «Негайне встановлення зв'язків з братніми партіями в інших країнах, для того, щоб поставити соціалістичну революцію на міжнародну арену й для того, щоб сприяти миру за допомогою міжнародного братства і революційного повстання світового пролетаріату».
У січні 1919 Люксембург (як і Лібкнехт) була проти повалення соціал-демократичного уряду, з огляду на слабкість компартії. Але коли звільнення 4 січня Еміля Айхгорна з посади керівника берлінської поліції призвело до стихійних робітничих виступів, вона підтримала повстання. Соціал-демократи побоювалися, що дії Лібкнехта і його прихильників можуть призвести до громадянської війни. Центральний орган СДПН «Форвертс» зажадав переслідування вождів Комуністичної партії Німеччини. За голови Карла Лібкнехта і Рози Люксембург було призначено 100 000 марок. Роза Люксембург у своїх останніх статтях для органу комуністичної партії «Роте Фане» різко виступала проти переговорів повсталих з урядом. Повстання було придушене загонами фрайкорів під керівництвом Густава Носке.
Після придушення повстання, увечері 15 січня, Лібкнехт і Люксембург були виявлені на берлінській квартирі, заарештовані й передані добровольчим військам важко озброєної дивізії. За свідченням капітана Пабста, який допитував Розу Люксембург, її забрали машиною з готелю «Еден», де проводився допит, у машині вбили пострілом у скроню й скинули в Ландверський канал. Вбивцею був Герман Сушон, племінник видатного військового діяча адмірала Вільгельма Сушона. Пізніше Пабст зізнався, що дозвіл на вбивство Рози Люксембург він отримав від рейхсміністра оборони, соціал-демократа Густава Носке.
Погляди Рози Люксембург згодом отримали власну назву — люксембургіанство або люксембургізм.

## Твори
- Die industrielle Entwickelung Polens. Duncker & Humblot, Leipzig 1898.
- Sozialreform oder Revolution? Mit einem Anhang: Miliz und Militarismus. Verlag der Leipziger Volkszeitung, Leipzig 1899.
- Massenstreik, Partei und Gewerkschaften. Erdmann Dubber, Hamburg 1906.
- Die Akkumulation des Kapitals. Ein Beitrag zur ökonomischen Erklärung des Imperialismus. Vorwärts, Berlin 1913.
- Die Krise der Sozialdemokratie. Anhang: Leitsätze über die Aufgaben der internationalen Sozialdemokratie. Unionsdruckerei, Bern 1916
- Die russische Revolution. Eine kritische Würdigung. Aus dem Nachlass. Herausgegeben und eingeleitet von Paul Levi. Gesellschaft und Erziehung, Berlin-Fichtenau 1922.

### Рукопис «Про російську революцію»
У 1922 році, через три роки після загибелі Рози Люксембург, Пауль Леві, один із її соратників та співзасновників КПН, який на той час уже перейшов до соціал-демократів, видав рукописи, які Роза Люксембург написала протягом 1918 року в тюрмі, не плануючи їх публікувати. У них вона критикувала більшовиків за розпуск Установчих зборів, обмеження свободи друку, зібрань тощо:
|  | Без загальних виборів, необмеженої свободи друку та зборів, вільної боротьби думок в будь-якій громадській установі життя завмирає, перетворюється на видимість життя, діяльним елементом котрої залишається одна бюрократія. Громадське життя поступово згасає, диригують і правлять з невгамовною енергією і безмежним ідеалізмом кілька дюжин партійних вождів, серед них насправді керує дюжина видатних голів, а верхівку робітництва час від часу скликатимуть на збори, аби аплодувати промовам вождів, одностайно схвалювати запропоновані резолюції; проте по суті це хазяйнування кліки — диктатура, але не диктатура пролетаріату, а диктатура жменьки політиків |

Публікація викликала скандал і серйозну полеміку в комуністичному русі й була використана соціал-демократами в боротьбі проти комуністів. Згодом твір був перекладений багатьма мовами, і, як писала Ганна Арендт наприкінці 1960-х років, попри те, що рукопис був написаний не для друку, «своєрідна іронія в тому, що ця брошура — єдиний її твір, котрий сьогодні читають і цитують».

#### Заперечення існування України
У творі Роза Люксембург впевнена, що українці ніколи не були нацією, не мали свого уряду і не мали національної культури, за винятком поезії Тараса Шевченка. Вона порівняла їх із жителями Баварії:
|                                               | Український націоналізм у Росії – це щось абсолютно відмінне від, скажімо, чеського, польського або фінського націоналізму. Це тільки каприз, божевілля кількох десятків дрібних буржуазних інтелігентів, що не має жодного коріння в економічних, політичних або психологічних відносинах країни. Він не має жодних історичних традицій, оскільки українці ніколи не були нацією, не мали ні свого уряду, жодної або національної культури, за винятком реакційних, романтичних поезій Шевченка. Це те ж саме, якби одного прекрасного дня жителі Баварії забажали б створити нову нижньонімецьку націю та уряд! |
| — Роза Люксембург, «Die Russische Revolution» | |

### Видання українською
- Роза Люксембург. Акумуляція капіталу / Пер. В.Щербаненка. — Харків: Державне видавництво України, 1929.
- Клара Цеткін, Роза Люксембург. Про літературу і мистецтво / Пер. В. Т. Василюка і В. П. Лазні. — Київ: «Мистецтво», 1982.
- Роза Люксембурґ, Ґеорґ Лукач. Про російську революцію / Пер. з нім. — Київ: «Вперед», 2012.
- Роза Люксембурґ. Акумуляція капіталу. — Київ: Арт-книга, 2019.
- Адам Міцкевич
- Демократія і диктатура (уривок з рукопису «Про Російську революцію», 1918)
- Організаційні питання російської соціал-демократії (1904)
- Про Російську революцію (1918)

## Образ в культурі
Кінематограф
- Справа Лібкнехта-Люксембург — ФРН, режисер Дітер Ертель , 1969
- Роза Люксембург — етапи її життя — DEFA, режисер: Ренате Дрешер, 1971
- Роза Люксембург[en] (реж. Маргарете фон Тротта, 1986) — західнонімецький драматичний художній фільм про Розу Люксембург.
- Роза Люксембург — Ціна свободи — Німеччина, Режисер: Інга Вольфрам, 2017

Інше
- «Червона Роза: Графічна біографія Рози Люксембург» (Кейт Еванс[en], 2015) — комікс про Розу Люксембург, 2017 року перекладений українською[20].

## Вшанування
У центрі Берліна (район Мітте) в пам'ять про Розу Люксембург владою НДР названо площу і станцію метро (Площа Рози Люксембург (Берлінський метрополітен)) (назви збереглися після возз'єднання Німеччини 1990 року). Крім того, у Німеччині створено неурядовий фонд Рози Люксембург, пов'язаний із партією «Ліві».
Іменем Рози Люксембург названо багато урбанонімів, переважно у пострадянських державах:
- площі в містах: Берлін, Мюнхен, Дрезден, Радебойль, Луганськ, Рославль;
- вулиці в таких містах і населених пунктах: Алапаєвськ, Абінськ, Охтирський, Аксай, Алупка, Армавір, Архангельськ, Астрахань, Ачинськ, Аша, Балаково, Балахна, Балашов, Барабинськ, Барнаул, Батайськ, Березники, Бійськ, Бобруйськ, Боровичі, Брянськ, Буїнськ, Будьонівськ, Бєлгород, Бодайбо,  Веліж, Великі Луки, Верхньоуральськ, станиця Вешенська, Вітебськ, Вичуга, Владикавказ, Волгоград, Воронеж, Витегра, Гродно, Грозний, Гур'євськ, Єйськ, Єкатеринбург, Єреван, Іваново, Ірбіт, Іркутськ, Йошкар-Ола, Кадникова, Калінінград, Камишлов, Мінеральні Води, Мінськ, Монастирище, Москва, Нальчик, Нижні Серги, Новоросійськ, Оренбурзі, Орел, Оріхів, Пенза, Першоуральськ, Пермь, Полевський, Псков, П'ятигорськ, Росток, Ростов-на-Дону, Рильськ, Санкт-Петербург, Саратов, Саранськ, Севастополь, Севськ, Семенов, Сибай, Старий Крим, Скадовськ, Славгород, Смоленськ, Солікамськ, Ставрополь, Стерлітамак, Таганрог, Таруса, Твер, Темрюк, Тирасполь, Тобольськ, Томськ, Троїцьк, Трубчевськ, Тюмень, Туапсе, Тула, Тутаєв, Ульяновськ, Усолье-Сибірське, Уфа, Улан-Уде, Хімки, Чебоксари, Черепанове, Череповець, Чорногорськ, Шадринськ, Еліста, Ярославль.

Існували також площі та вулиці імені Рози Люксембург у таких містах, як Астана (нині вулиця Акбуги), Абакан (нині вулиця Г. А. Вяткіна), Азов (нині вулиця Олександра Невського), Астрахань (нині Микільська), Баку (Азербайджан) (нині вулиця Кейкап Сафаралієвої), Батумі (Грузія) (нині вулиця Мераба Костава), Миколаїв (нині Микольська), Одеса (нині вулиця Ніни Строкатої), Сімферополь (нині вулиця Олександра Невського), Старобільськ (нині вулиця Лангемака), Феодосія (нині Адміральський бульвар), Харків (нині Павлівський майдан), Хмельницький (нині вулиця Грушевського).
Іменем Рози Люксембург було названо промислові підприємства:
- кондитерська фабрика в Одесі (нині ВАТ «Комбінат»);
- трикотажна фабрика в Києві на Деміївці — найбільша вовнопрядильна фабрика в Україні (виробництво пренесене за межі Києва, цехові приміщення переобладнані в офісні приміщення);
- шовковий комбінат у Москві (закритий);
- шерстопрядильна фабрика в селищі Волга, Некоузький район, Ярославська область (не діє);
- санаторій у селищі Гаспра.

В Україні Розу Люксембург занесли до списку осіб, які підпадають під закон про декомунізацію.